# نوولتون، نیوجرسی
نوولتون (به انگلیسی: Knowlton Township) شهری در ایالت نیوجرسی کشور ایالات متحده آمریکا است که جمعیت آن در سرشماری سال ۲۰۱۰ میلادی، ۳٬۰۵۵ نفر بوده‌است.